# Killer BOB
(BOB)
Killer BOB è un personaggio immaginario antagonista della serie televisiva statunitense I segreti di Twin Peaks, creata da Mark Frost e David Lynch.
È interpretato da Frank Silva.
È un'entità malvagia che si impossessa delle persone per far loro compiere atti efferati. Di solito usa i corpi di cui si impossessa per uccidere e violentare. Ogni volta che uccide qualcuno, inserisce sotto l'unghia della mano sinistra della vittima una piccola lettera che, messa insieme alle altre forma il suo nome completo: "ROBERT".
In senso più generico egli rappresenta la "malvagità degli uomini", nonché il male che si nasconde dietro un'apparenza serena, come fatto notare da Albert Rosenfield.

## Biografia del personaggio

### Antefatti
La creazione o venuta di BOB è correlata al primo test nucleare del 1945 svoltosi a White Sands (Nuovo Messico) nell'ambito del Progetto Manhattan. L'immagine di BOB venne apparentemente rigurgitata da una figura umanoide assieme a uova e fluidi.
Dedito allo sterminio ed alla violenza, per un certo periodo ebbe come compagno di scorribande MIKE, tuttavia dopo che questi ebbe la sua epifania religiosa, divenne il suo più grande nemico e decise di devolvere il resto della sua vita al tentativo di fermarlo dal compiere un maggior numero di atrocità.
A questo punto, in un momento imprecisato nel tempo, BOB si allea col Nano per la spartizione della Garmonbozia derivata dalle vittime che indossano un anello verde del Nano.
Circa nella seconda metà degli anni quaranta, egli designò come suo prossimo corpo ospite Leland Palmer avvicinandolo, col nome fittizio di Mr. Robertson, mentre questi era in vacanza nella casa sul lago dei nonni. Egli impaurì enormemente il bambino ma, nonostante ciò quando egli lo "invitò a giocare" Leland lo "fece entrare", in tal modo BOB riuscì ad impadronirsi della sua anima. Descrivendo tale azione afferma che: «Lui era un tronco cavo e io un gufo che ha nidificato».
Quando il 22 luglio 1971 Leland divenne padre, BOB cominciò ad essere ossessionato da sua figlia, Laura, fino al punto da vedere in lei il suo prossimo corpo ospite ideale. Dunque si servì di Leland per violentare e molestare la bambina fin da prima della pubertà causandole non pochi traumi psicologici. Successivamente frequentò una giovane tossicodipendente di nome Teresa Banks durante i suoi viaggi d'affari a Deer Meadow, in quanto gli ricordava Laura, per poi assassinarla brutalmente e mettere la lettera "T" sotto l'unghia della sua mano sinistra in quanto ella aveva indossato l'anello verde del Nano; tuttavia, BOB decise di non spartire la Garmonbozia derivata da questo omicidio, preferendo tenerla per sé.
Nel momento in cui MIKE ed altri spiriti della Loggia fecero sì che Laura scoprisse l'identità del suo corpo ospite, BOB la aggredì durante un'orgia con Leo Johnson, Jacques Renault e Ronnette Pulaski e mise in fuga i due uomini per poi picchiare selvaggiamente le ragazze prima di impossessarsi di Laura. MIKE, arrivato sulla scena, lancia tuttavia l'anello verde alla ragazza, cosicché BOB è costretto ad ucciderla.
Compiuto l'omicidio inserì sotto l'unghia della mano sinistra di Laura la lettera "R" e la gettò nel fiume dopo aver avvolto il suo corpo nella plastica.
La Garmonbozia dell'omicidio di Laura verrà resa al Nano.

### NeI segreti di Twin Peaks
Dopo che il cadavere della giovane fu ritrovato da Pete Martell, il 24 febbraio 1989, l'FBI manda sul posto ad indagare l'agente speciale Dale Cooper e questi viene avvertito per la prima volta dell'esistenza di BOB da un'apparizione in sogno di MIKE, il quale recita all'agente il misterioso brano ricorrente tra gli spiriti della Loggia:
Successivamente, dopo essersi risvegliata dal coma, Ronette Pulaski dà la descrizione dell'assalitore suo e di Laura, che rispecchia la visione di BOB avuta da Cooper nel suo sogno, motivo per il quale il federale fa tappezzare la città di volantini servendosi del talento di Andy per gli identikit. Vedendo uno di questi manifesti lo stesso Leland vi riconosce il "Mr. Robertson" della sua infanzia e lo comunica a Cooper, sempre ignaro che lo spirito abbia nidificato nella sua anima.
Poco dopo, prima che la cugina di Laura, Maddy, a lei fisicamente identica, torni a casa sua a Missoula, Montana, BOB possiede nuovamente il corpo di Leland e la uccide sbarazzandosi del corpo nella medesima maniera.
Da lì a breve Cooper arriva alla soluzione del caso tramite una combinazione di intuito ed aiuti sovrannaturali, arrestando dunque Leland. BOB, preso un'ultima volta possesso del corpo dell'uomo confessa i suoi crimini e successivamente fa in modo che si suicidi sbattendo la testa violentemente contro la porta della cella in cui è rinchiuso, evento a seguito del quale lo spirito fugge per rintanarsi nuovamente nei boschi di Twin Peaks assumendo le fattezze di un gufo.
Dopo la dipartita di Leland, Cooper, lo sceriffo Truman, il maggiore Briggs e Albert Rosenfield intraprendono un dibattito filosofico su quanto BOB fosse reale o meno, concordando infine, sebbene non esattamente in modo unisono, che fosse una sorta di incarnazione dell'umana malvagità.
BOB, dopo una lunga assenza riappare nella serie al momento della morte di Josie, informando Cooper che è ancora vivo.
Alla fine della seconda stagione, dopo che Cooper entra nella Loggia Nera nel tentativo di salvare Annie dalle grinfie di Windom Earle, quest'ultimo gli propone di lasciar vivere la donna amata in cambio della sua anima. Nel momento in cui Cooper accetta, BOB, furibondo, si manifesta e fa tornare indietro il tempo restituendo l'anima all'agente. Lo spirito dunque, dichiara che Earle non possiede potere a sufficienza per esigere un'anima, motivo per il quale viene punito con la privazione della propria per mano dello stesso BOB, che successivamente dichiara Cooper libero di andare.
Nonostante Cooper abbia superato la prova fornitagli da Windom Earle, nel momento in cui deve rivaleggiare con la sua controparte malvagia, il suo doppelgänger, fugge, fallendo il test. Non appena Cooper riemerge dalla Loggia lo sceriffo Truman lo porta nella sua stanza al Great Northern Hotel, dove, al risveglio, l'uomo si reca in bagno e, come in un lampo di follia, ripete la frase «Come sta Annie?» sbattendo la testa contro lo specchio, nel quale si riflette il volto di BOB, che si scopre dunque essersi impossessato della sua anima.

### InTwin Peaks(2017)
Dalla terza stagione risulta che, nei venticinque anni trascorsi, BOB, ospite del doppelgänger di Cooper, si è dedicato a varie attività criminali, risiedendo spesso in Brasile, nella villa strappata ad un boss della malavita locale che ha ucciso. Mentre si trova negli Stati Uniti, il vero Cooper torna dalla Loggia nera sulla Terra; ciò provoca un malore al suo doppio, che vomita la garmonbozia e ha un incidente stradale con l'automobile che sta guidando. Prima che si riprenda, viene trovato da una pattuglia della polizia stradale ed arrestato; della cosa viene subito informato Gordon Cole, che si reca nel carcere del Dakota del Sud dove è stato portato con gli agenti Albert Rosenfield, Tammy Preston e l'ex agente Diane Evans, in passato stretta collaboratrice di Cooper. 
La reazione di colui che è creduto Cooper, e che dice di aver lavorato sotto copertura per conto dell'agente Philip Jeffries, anch'egli sparito da tempo, sembra strana al personale dell'FBI; in particolare, Diane si spinge a dire che quello per lei non è Cooper, sebbene ne abbia l'aspetto. Successivamente, il doppio di Cooper chiede di fare una telefonata com'è suo diritto, e così facendo manda in tilt l'impianto elettrico della prigione; ricatta poi il direttore del penitenziario e se ne va con un altro detenuto, Ray, che in un posto isolato gli spara. Compaiono però delle figure evanescenti, dagli abiti sciupati e dai volti sporchi di grasso e fuliggine (chiamati "boscaioli" nei titoli di coda), che gli praticano una specie di massaggio e lo rianimano. Ray viene raggiunto dal doppio di Cooper nel covo della banda di cui fa parte. Il doppelgänger sfida a braccio di ferro il capo della banda e lo uccide; viene così riconosciuto come nuovo capobanda. Tuttavia ciò che gli interessa veramente è sapere da Ray perché gli ha sparato; questi allora gli confessa di essere stato mandato da Philip Jeffries e gli consegna delle coordinate, dopodiché viene ucciso. Il doppio di Cooper allora ha un abboccamento con Philip Jeffries, che gli compare sotto forma di uno strano macchinario e gli dà delle altre coordinate; aggredito da Richard Horne, che faceva parte della stessa banda di Ray e che intimamente riconosce come proprio figlio, lo disarma e lo costringe a precederlo nel luogo indicato dalle coordinate. Il giovane viene fulminato da un'intensissima corrente elettrica e sparisce; BOB allora intuisce che si trattava di una trappola destinata a ricondurlo nella Loggia nera.
Dopo essersi recato al luogo indicato dalle ultime coordinate, gli appare il Fuochista che lo trasporta davanti alla stazione di polizia di Twin Peaks. Il doppelgänger viene visto dal vicesceriffo Andy Brennan, che lo crede il vero Cooper e l'accoglie amichevolmente; presto però egli e Lucy e sentono una stranissima sensazione d'inquietudine e straniamento. Si presenta poi allo sceriffo Frank Truman, che in quel mentre riceve una telefonata dal vero Cooper. Il doppelgänger tenta di sparare a Frank ma viene fermato da Lucy, che gli spara. Poco dopo, il vero Cooper giunge alla centrale; appaiono di nuovo i "boscaioli" e liberano BOB, sotto forma di una sfera levitante, dal corpo del doppelgänger. Freddie, il giovane inglese già detenuto per aggressione in una cella di sicurezza, su invito di Cooper combatte contro BOB e lo distrugge grazie al suo guanto verde. Cooper infila l'anello della Caverna del Gufo al dito del suo doppio, che scompare dal pavimento su cui è riverso e viene portato nella sala d'attesa della Loggia Nera.

## Caratterizzazione
BOB è un'entità demoniaca residente nella Loggia Nera, reame di puro male esistente su un piano alternativo della realtà, e passa diverso tempo sulla terra possedendo le anime degli uomini, sebbene spesso assuma anche le sembianze di un gufo. BOB sembra trarre gioia dal dolore e dalla sofferenza degli esseri umani, motivo per il quale si serve delle loro spoglie per commettere orribili delitti ed infliggere paure ed agonie a coloro che gli sono attorno. Tali sentimenti, cui gli abitanti della Loggia si riferiscono chiamando garmonbozia, servono loro come nutrimento ed appaiono simili alla crema di mais.
Le vittime di cui BOB si impossessa non sono consapevoli delle azioni che compiono sotto la sua influenza. Dalla serie emerge che la stessa Laura Palmer si sia fatta uccidere volontariamente per evitare di essere a sua volta posseduta dal demone e divenire veicolo delle sue atrocità.
Possedendo il corpo di Leland, BOB uccide tre ragazze durante la serie, ponendo sotto le loro unghie altrettante lettere del suo nome come da suo modus operandi. Le giovani sono: Teresa Banks ("T"), Laura Palmer ("R") e Maddy Ferguson ("O"). Infine è lui stesso ad uccidere Leland facendogli sbattere violentemente la testa contro il muro della cella in cui viene rinchiuso, ed a "giustiziare" Windom Earle all'interno della Loggia per aver chiesto l'anima di Cooper senza aver ancora raggiunto le alte gerarchie dello status demoniaco.
Nonostante il libro Il diario segreto di Laura Palmer sia scritto in prima persona dalla protagonista, in alcuni momenti è BOB a subentrarle in qualità di narratore dando l'effetto di scissione interiormente provata dalla ragazza. Per volere stilistico di Jennifer Lynch, tali parti del romanzo sono scritte interamente in maiuscolo, esattamente come il nome del loro autore.

## Creazione e sviluppo

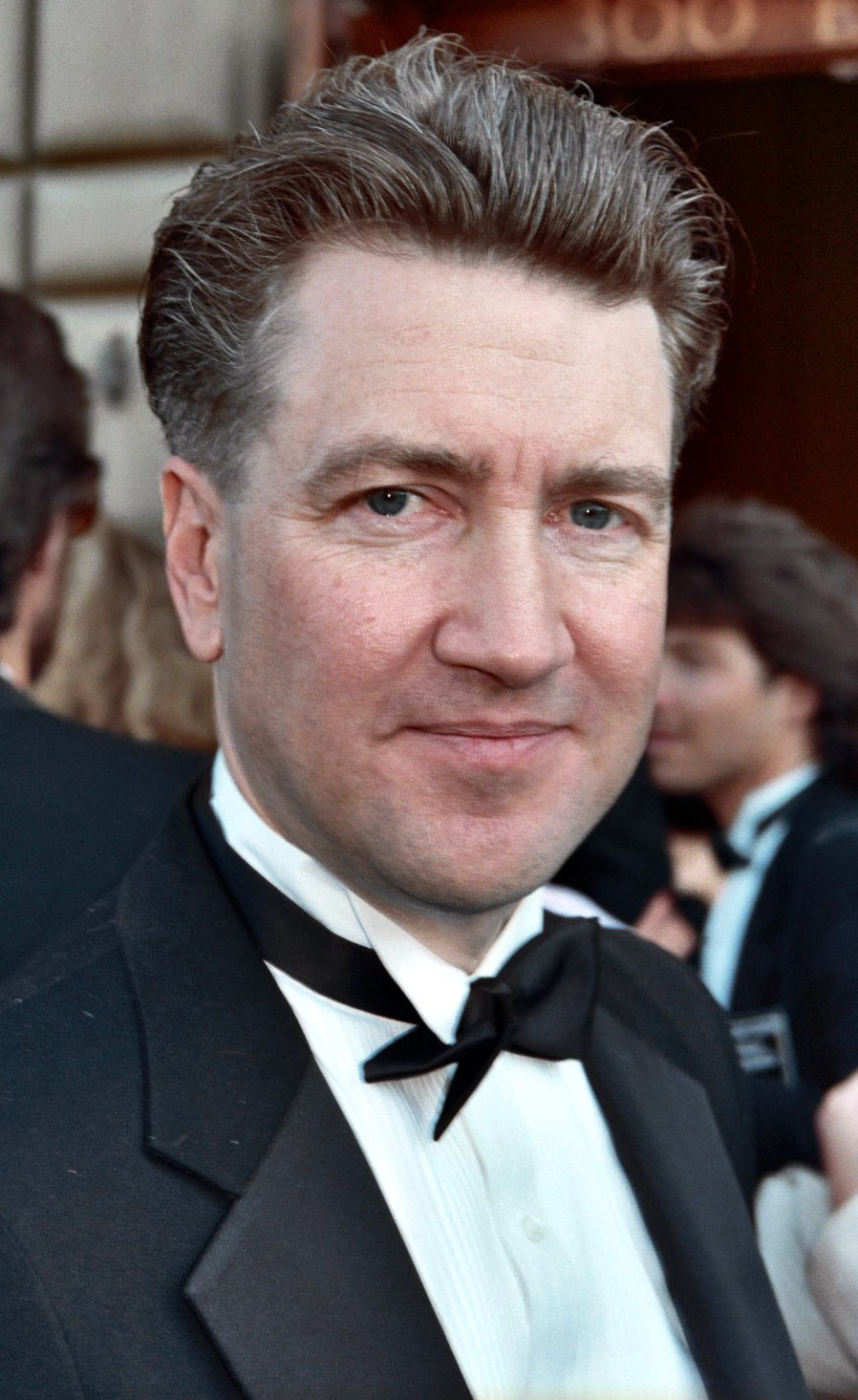
David Lynch, creatore del personaggio di BOB, nel 1990

L'input narrativo della serie I segreti di Twin Peaks era il mistero su chi fosse l'assassino di Laura Palmer. Come Lynch ha più volte affermato, l'idea per il personaggio di BOB è nata grazie ad alcuni avvenimenti casuali: durante le riprese della versione europea dell'episodio pilota, Frank Silva, all'epoca solo l'arredatore e assistente alla scenografia, era intento a spostare dei mobili nella camera di Laura Palmer e venne avvertito da una donna: «Frank, non spostare il cassettone davanti alla porta in quel modo. Non chiuderti dentro». Ispirato, ma ancora ignaro del significato di questa fulminea idea, Lynch chiese a Silva di comparire in una breve panoramica della stanza della ragazza, in cui si sarebbe dovuto intravedere nascosto ai piedi del letto. Dopo averlo visto accucciato ai piedi del letto di Laura, mentre guardava attraverso le sbarre della sponda del letto, come se fosse "intrappolato" dietro di esse, Lynch girò la scena una seconda volta, questa volta senza Silva. Però, dopo aver visionato il girato, a Lynch piacque così tanto la presenza di Silva nella scena che decise di inserirlo nella serie. La sera stessa la troupe girò una ripresa della madre di Laura, Sarah, interpretata da Grace Zabriskie, mentre disperata si alza dal divano e comincia ad urlare. Sean Doyle, il cineoperatore, fece però notare al regista un errore: il viso di Frank Silva era visibile nello specchio alle spalle dell'attrice. Lynch la considerò una "felice combinazione", e decise che il personaggio (ancora senza nome) di Silva si sarebbe rivelato essere il vero assassino di Laura. Quindi incluse ugualmente la scena nel film e sviluppò la storia attorno al demone BOB, impersonato per tutta la serie e durante il prequel dall'arredatore Frank Silva. Nel corso di una retrospettiva di Twin Peaks presso la University of Southern California nel 2013, Phoebe Augustine (Ronette Pulaski) ricordò di essersi spaventata scorgendo Silva in mezzo agli altri addetti ai lavori mentre stava girando la sua scena sui binari della ferrovia nell'episodio pilota. Quando Augustine disse a David Lynch che Silva le faceva paura e gli chiese chi fosse, Lynch, secondo Augustine, rispose: «Quello è il cattivo, ma non dirlo a nessuno».